# Jamie Burnett
Pour les articles homonymes, voir Burnett.
Jamie Burnett, né le 16 septembre 1975 à Hamilton, est un ancien joueur de snooker écossais, professionnel entre 1992 et 2017.
Il est essentiellement connu pour avoir réalisé le meilleur break de l'histoire du snooker, un 148, en qualifications du championnat du Royaume-Uni 2004 (en). Sa meilleure performance dans un tournoi classé est une finale perdue au Masters de Shanghai en 2010. Burnett s'est aussi produit en finale d'une épreuve mineure, l'Open de Gdynia 2012. 

## Carrière
Burnett réalise sa première performance à l'Open d'Allemagne avec un quart de finale, performance qu'il réitère l'année suivante au Grand Prix. Durant la saison 1997-1998, il signe deux victoires sur Stephen Hendry, alors no 1 mondial.
En 2004, au deuxième tour des qualifications du championnat du Royaume-Uni, Burnett réalise contre l'Irlandais Leo Fernandez le meilleur break jamais réalisé en compétition professionnelle. Ayant obtenu une bille libre (free ball), il empoche la bille marron, puis de nouveau la marron, avant de poursuivre avec les quinze billes rouges, une bleue, deux roses et douze noires puis les six couleurs pour conclure, pour un total historique de 148 points. Burnett remporte le match 9-8. À propos de ce break, il déclare « Je ne savais pas comment réagir. D'abord j'ai pensé que ce n'était pas très important, mais j'ai ensuite réalisé que c'était historique ».
Burnett n'obtient que peu de qualifications dans des tournois classé, et son meilleur classement mondial obtenu durant la saison 1999-2000 n'est que 27e. Contre toute attente, il réalise en 2010 lors du Masters de Shanghai un parcours remarquable en atteignant sa première finale dans un tournoi majeur. Il bénéficie d'un tirage favorable (notamment le forfait du no 1 mondial Ronnie O'Sullivan) pour passer au deuxième tour. Il écarte ensuite successivement Andrew Higginson, Mark Davis et Jamie Cope, des joueurs comme lui peu habitués aux derniers tours de grands tournois, pour affronter le 4e joueur mondial Ali Carter en finale. Malgré l'écart de classement entre les deux joueurs, Burnett livre une prestation convaincante mais perd 10 à 7.
Il atteint en 2012 une nouvelle finale, cette fois dans un tournoi mineur du championnat du circuit des joueurs. Là encore, il parvient à exploiter un tableau favorable, sans joueur un seul membre du top 16, pour se hisser en finale. En chemin, il réalise des prestations convaincantes, battant par exemple Michael Holt 4-0 en demi-finale. Contre Neil Robertson, Burnett ne démérite pas à nouveau mais durant la manche décisive, il n'a pas l'opportunité de renverser le joueur australien qui prend le score à son compte et ne le lâche plus.
En 2014, il réalise une nouvelle performance dans un tournoi classé, lors du championnat international de snooker. Burnett remporte assez facilement son match de qualification face à un joueur amateur irlandais, ce qui lui permet d'accéder à la phase finale du tournoi. Au premier tour, il élimine Matthew Stevens par 6 manches à 1, avant de s'imposer au tour suivant sur l'Anglais Judd Trump, par 6 manches à 5, puis en huitièmes de finale sur un autre joueur anglais, Peter Ebdon, par 6 manches à 2. Néanmoins, il est nettement dominé par le futur vainqueur du tournoi Ricky Walden en quarts de finale sur le score de 6 manches à 1.
Au cours de la saison 2015-2016, Burnett signe un très bon parcours au championnat du Royaume-Uni. Il atteint les huitièmes de finale pour la première fois sur ce tournoi avant de s'incliner de justesse face à un autre Écossais, le no 6 mondial John Higgins, sur le score de 6 manches à 4. N'ayant depuis juillet 2016 plus disputé de match professionnel, il est alors sorti du circuit en 2017.

## Palmarès
| Légende | Catégorie                      | Titres                         | Finales                        |
|         | Tournois classés               | 0                              | 1                              |
|         | Tournois classés mineurs       | 0                              | 1                              |
|         | Tournois non classés           | 0                              | 0                              |
|         | Tournois amateurs              | 1                              | 0                              |
| Gras    | Tournois de la triple couronne | Tournois de la triple couronne | Tournois de la triple couronne |

### Titres
| Saison | Nom du tournoi               | Lieu | Finaliste             | Score | Tableau |
| 1992   | Championnat d’Écosse amateur |      | Martin Dziewialtowski | 6-2   |         |

### Finales
| Saison    | Nom du tournoi      | Lieu     | Finaliste      | Score | Tableau |
| 2010-2011 | Masters de Shanghai | Shanghai | Ali Carter     | 7-10  | Tableau |
| 2012-2013 | Open de Gdynia      | Gdynia   | Neil Robertson | 3-4   | Tableau |